# Bobby Haarms
Bob (Bobby) Haarms (Amsterdam, 8 maart 1934 – aldaar, 6 juni 2009) was een Nederlands voetballer en voetbaltrainer. Als voetballer kwam hij tussen 1952 en 1960 uit voor het eerste elftal van Ajax, als assistent-trainer was hij van 1967 tot 1981 en van 1986 tot 2000 aan deze club verbonden en had een zeer succesvolle loopbaan. Als assistent-trainer wist Haarms met Ajax viermaal de Europacup I / UEFA Champions League, eenmaal de European Cup Winners Cup, eenmaal de UEFA Cup, driemaal de Super Competition / UEFA Super Cup en tweemaal de Intercontinental Cup te winnen. Hiermee wist hij een of meerdere keren alle Europese clubprijzen plus de Intercontinental Cup te winnen.

## Carrière
Bobby Haarms werd geboren aan de Amsterdamse Middenweg, tegenover het op dat moment in aanbouw zijnde Stadion De Meer. Hij werd in 1947 lid van Ajax. Als speler debuteerde hij op 28 september 1952 tegen SC Heracles. Tot 1960 speelde hij 58 wedstrijden voor de Amsterdamse club, waarin hij een keer tot scoren kwam. Dat doelpunt viel in een wedstrijd tegen D.F.C., op 26 juni 1955. Een knieblessure leidde ertoe dat hij zijn loopbaan als voetballer moest opgeven. Toenmalig trainer Vic Buckingham adviseerde Haarms om zich te richten op het trainerschap. Hij haalde zijn diploma's en was vervolgens werkzaam bij verschillende amateurverenigingen.
Hoewel Haarms niet de papieren had om trainer te worden in het betaald voetbal, werd hij door zijn vroegere ploeggenoot Rinus Michels in 1967 als assistent-trainer naar Ajax gehaald. Van Michels kreeg hij later een persoonlijk getuigschrift waarin geschreven stond dat "Haarms nooit zijn A-diploma had kunnen halen, omdat hij het te druk had met zijn werkzaamheden voor de club". Als assistent-trainer en clubman was Haarms een klankbord voor de spelers. Hij hield zich aanvankelijk vooral bezig met de training van de amateurtak en de jeugd. Vanaf 1969 was Haarms fulltime in dienst van Ajax en werd zijn rol langzaam groter.
Als assistent-trainer werd Haarms De Goede Beul genoemd, een bijnaam die hij enerzijds te danken had aan zijn behulpzame en sociale karakter en anderzijds aan de meedogenloos zware trainingen waaraan hij spelers onderwierp die terugkwamen na een blessure. Als een speler zonder kleerscheuren de trainingen van Haarms doorstond, dan stond het vast dat deze zich snel bij de A-selectie kon aansluiten. De eerste speler die deze hel van Haarms moest doorstaan was Ruud Krol. Krol brak zijn been tijdens het seizoen 1970/71, miste daardoor de finale van de Europacup I tegen Panathinaikos en onderging tijdens de zomer van 1971 de hersteltraining van Haarms. Tijdens het seizoen 1971/72, wat uiteindelijk een van de meest succesvolle seizoenen van Ajax zou worden, miste Krol alleen nog de eerste twee competitiewedstrijden.
In 1974 was Haarms na het ontslag van George Knobel korte tijd hoofdtrainer. In 1988 vervulde hij deze functie na het vertrek van Johan Cruijff opnieuw, samen met Spitz Kohn en Barry Hulshoff. Ondertussen was hij enkele jaren uit beeld geweest bij Ajax. Trainer Kurt Linder, die in de zomer van 1981 was aangesteld, koos voor Aad de Mos en Hassie van Wijk als zijn assistenten. Haarms was in het seizoen 1981/82 vervolgens nog actief als scout, maar besloot in 1982 teleurgesteld te vertrekken. Hij werd hoofdtrainer van VV Aalsmeer. In 1984 werd hij door Leo Beenhakker, met wie hij eerder bij Ajax had gewerkt, naar FC Volendam gehaald. De ploeg degradeerde in 1985 naar de Eerste divisie. In zijn tweede seizoen bij Volendam was Haarms assistent onder Barry Hughes. Op persoonlijk verzoek van Johan Cruijff, die op dat moment hoofdtrainer was van Ajax, keerde hij in 1986 terug naar Amsterdam.
In zijn tweede periode bij Ajax groeide Haarms uit tot een clubicoon. In 1995 verscheen over hem het boek "Tussen hemel en hok, Bobby Haarms en zijn Ajax", geschreven door Raymond Bouwman en Michel Sleutelberg, die Haarms twee jaar hadden gevolgd. De assistent-trainer had een eigen fanclub en zag zijn ploeg achtereenvolgens de European Cup Winners Cup (1987), de UEFA Cup (1992), de UEFA Champions League, de Intercontinental Cup en UEFA Super Cup (1995) winnen. In 2000 nam Haarms afscheid als trainer. Na de wedstrijd Ajax tegen MVV op 7 mei 2000 kreeg hij een ereronde door de Amsterdam ArenA en werd hij benoemd tot erelid.

## Dood en nagedachtenis

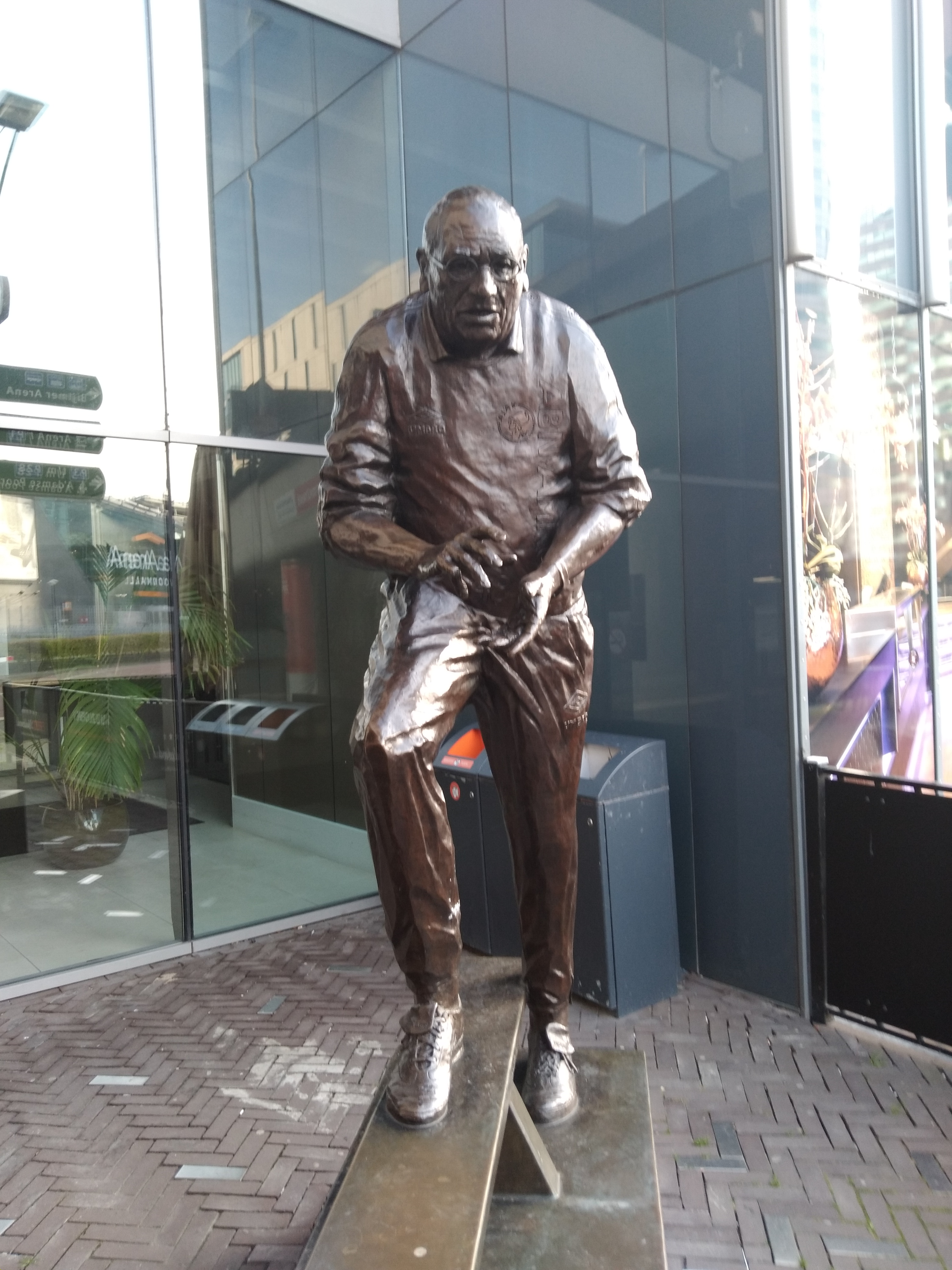
Standbeeld voor Haarms bij de Amsterdam Arena

Zijn afscheid als trainer betekende niet het afscheid van Ajax, Haarms bleef in verschillende functies betrokken bij de club. Hij werd ernstig ziek, maar bleef in een rolstoel de thuiswedstrijden van Ajax bezoeken. In een duel op 14 september 2008 tegen Roda JC staken supporters van Ajax hem een hart onder de riem door spandoeken met zijn portret en de tekst "Bobby voor altijd Ajacied" uit te rollen.
Op zaterdag 6 juni 2009 overleed Haarms op 75-jarige leeftijd in het VU medisch centrum in Amsterdam. Op 13 juni 2009 werd er op sportpark De Toekomst een afscheidsplechtigheid georganiseerd, geleid door Ajax-directeur Rik van den Boog. Op de bijeenkomst spraken Louis van Gaal en Ajax-voorzitter Uri Coronel. Team-manager David Endt voerde het woord namens de familie Haarms. Tevens werd onthuld dat de hoofdtribune op het sportpark is hernoemd in Bob Haarms Tribune. De rouwstoet reed na afloop via de Amsterdam ArenA, het supportershome en de Middenweg naar de Nieuwe Oosterbegraafplaats, waar Haarms werd begraven.
Op 29 juli 2011 is, bij de hoofdingang van stadion Amsterdam ArenA, het standbeeld Bobby Haarms, De goede beul onthuld. Het geld voor het standbeeld werd na het overlijden van Haarms bijeengebracht door de supporters van Ajax. De Nederlandse kunstenaar Hans Jouta is de ontwerper van het beeld.

## Trainers
Haarms werkte als assistent-trainer van Ajax samen met de volgende trainers: Rinus Michels (1967-1971), Ştefan Kovács (1971-1973), George Knobel (1973-1974), Hans Kraay sr. (1974-1975), opnieuw Rinus Michels (1975-1976), Tomislav Ivić (1976-1978), Cor Brom (1978-1979), Leo Beenhakker (1979-1981), Johan Cruijff (1986-1988), Kurt Linder (1988), Spitz Kohn (interim, 1988-1989), opnieuw Leo Beenhakker (1989-1991), Louis van Gaal (1991-1997), Morten Olsen (1997-1998), Jan Wouters (1998-2000) en Hans Westerhof (interim, 2000).
In zijn periode bij Volendam werkte hij onder hoofdtrainers Leo Beenhakker (1984-1985) en Barry Hughes (1985-1986).

## Erelijst
Als speler
| Eredivisie | 2x | 1956/57, 1959/60 |

Als assistent-trainer
| Competitie                             |        | |      |      |
| Competitie                             | Aantal | Jaren |      |      |
| Ajax                                   | Ajax   | Ajax | Ajax | Ajax |
| -------------------------------------- | ------ | --- | ---- | ---- |
| Mondiaal                               |        | |      |      |
| Intercontinental Cup                   | 2x     | 1972, 1995                                                                                                 |      |      |
| Continentaal                           |        | |      |      |
| European Cup / UEFA Champions League   | 4x     | 1970/71, 1971/72, 1972/73, 1994/95                                                                         |      |      |
| UEFA Cup                               | 1x     | 1991/92 |      |      |
| European Cup Winners Cup               | 1x     | 1986/87 |      |      |
| Super Competition / UEFA Super Cup     | 3x     | 1972, 1973, 1995                                                                                           |      |      |
| Nationaal                              |        | |      |      |
| Eredivisie                             | 12x    | 1967/68, 1969/70, 1971/72, 1972/73, 1976/77, 1978/79, 1979/80, 1989/90, 1993/94, 1994/95, 1995/96, 1997/98 |      |      |
| KNVB beker                             | 8x     | 1969/70, 1970/71, 1971/72, 1978/79, 1986/87, 1992/93                                                       |      |      |
| PTT Telecom Cup / Nederlandse Supercup | 3x     | 1993, 1994, 1995                                                                                           |      |      |

## Citaat
Bob was niet de beste voetballer die we gehad hebben en misschien ook niet de beste trainer. Maar hij was van iedereen de grootste Ajacied. Hij hield van Ajax en hij was Ajax.
— Uri Coronel op de afscheidsceremonie van Haarms, 13 juni 2009.

## Patatgeneratie
De term "Patatgeneratie", vaak toegeschreven aan Leo Beenhakker, was afkomstig van Bobby Haarms. Hij doelde ermee op de verwende generatie jonge voetballers aan het eind van de jaren tachtig, zoals Bryan Roy, de broers De Boer en Richard Witschge.

## Vernoeming
In het Amsterdamse stadsdeel Oost, op het Zeeburgereiland is een Bob Haarmslaan.